# Lautrach
Lautrach est une commune de Bavière (Allemagne), située dans l'arrondissement d'Unterallgäu, dans le district de Souabe.

## Histoire
Le 16 septembre 1796, a lieu le « combat de Lautrach » ou se trouve engagée la 38e demi-brigade de deuxième formation.